# Pattawee Jeeraburanakit
Pattawee Jeeraburanakit (* 10. April 1989 in Chonburi) ist ein thailändischer Fußballspieler.

## Karriere
Pattawee Jeeraburanakit stand bis Ende 2013 beim Pattaya United FC unter Vertrag. Wo er vorher gespielt hat, ist unbekannt. Der Verein aus Pattaya in der Provinz Chonburi spielte in der ersten Liga des Landes, der Thai Premier League. Ende 2013 musste er mit den Dolphins in die zweite Liga absteigen. Für Pattaya absolvierte er 2013 elf Spiele. Nach dem Abstieg wurde sein Vertrag nicht verlänghert. Wo er seit 2014 spielte, ist unbekannt.